# Гізульф I (герцог Фріульський)
Гізу́льф I (↑590) — перший герцог Фріульський, племінник короля лангобардів Албойна, який призначив його герцогом після завоювання в 569 регіону Фріулі. Походив зі знатного лангобардського роду Гаузі.
До цього Гізульф був зброєносцем свого дядька. Як стверджує Павло Диякон "він був людиною потрібною у всіх справах." Гізульф попросив Албойна право вибрати лангобардські роди, які мали б осісти на завойованій землі, та отримав відповідний дозвіл. Його було "наділено честю вождя(ducior)." Албойн також подарував йому табун кобилиць.
Гізульфу I спадкував його син, також Гізульф.